# آنا ماریا موتسارت

آنا ماریا پرتل موتسارت

آنا ماریا والبورگا موتسارت (به آلمانی: Anna Maria Walburga Mozart) (زادهٔ ۲۵ دسامبر ۱۷۲۰ - درگذشتهٔ ۳ ژوئیهٔ ۱۷۷۸) همسر لئوپلد موتسارت و مادر ولفگانگ آمادئوس موتسارت و ماریا آنا موتسارت بود.
آنا ماریا در سال ۱۷۲۰ در شهر سنت گیلگن در اتریش از اِوا رُزینا (۱۶۸۱–۱۷۵۵) و نیکولاوس پِرتل (۱۶۶۷–۱۷۲۴) به دنیا آمد. او در سال ۱۷۴۷ با لئوپلد موتسارت ازدواج کرد. آنها دارای هفت فرزند شدند، اما پنج تا از آنها نتوانستند از سن نوزادی بگذرند. اولین فرزند آنها ماریا آنا موتسارت، معروف به نانِرل، موسیقی‌دان و نوازنده بود، اما قابلیت‌های برادرش، ولفگانگ آمادئوس موتسارت، هنرِ او را به پشت صحنه فرستاد.
آنا ماریا پسرش را در چندین تور همراهی کرد، ازجمله زمانی که شوهرش به دلیل مسئولیت‌های مربوط به شغلش نمی‌توانست ولفگانگ جوان را همراهی کند. آنا ماریا شهرت زیادی به‌عنوان یک موسیقی‌دان ندارد.
آنا ماریا در ۳ ژوئیهٔ ۱۷۷۸ بر اثر یک تب شدید، زمانی که پسرش را در یک تور در پاریس همراهی می‌کرد، جان خود را از دست داد.